# Hanns Horst Heise
Hanns Horst Heise (* 1. Februar 1913 in Treuenbrietzen; † 18. Mai 1992 in Köln) war ein deutscher Offizier, Kampfflieger im Zweiten Weltkrieg und späterer Brigadegeneral der Luftwaffe der Bundeswehr.

## Militärische Biografie
Beförderungen
- 1. Juli 1935 Fähnrich zur See
- 1. April 1936 Leutnant zur See
- 1. Februar 1939 Oberleutnant
- 1. Februar 1941 Hauptmann
- 1. Februar 1943 Major
- 1. Mai 1944 Oberstleutnant
- 1. September 1957 Oberst
- 1. November 1967 Brigadegeneral

### Vorkriegsjahre
Heise, Sohn eines Lehrers, trat am 1. April 1934 als Offiziersanwärter in die Reichsmarine ein, wo er in der II. Schiffsstamm-Division der Ostsee in Stralsund seine Grundausbildung erhielt. Nach dem Besuch des Offizierslehrganges an der Marineschule Mürwik von Juni 1934 bis Ende März 1935 sowie einer anschließenden Infanterieausbildung kam Heise, seit 1. Juli 1935 Fähnrich zur See, am 1. Oktober 1935 als Zugführer in die V. Marineausbildungsabteilung nach Pillau. Dort erfolgte am 1. April 1936 seine Beförderung zum Leutnant zur See.
Noch im gleichen Jahr wechselte er zur Luftwaffe. Dort absolvierte Heise bis 1936 seine Ausbildung zum Flugzeugführer an den Flugzeugführerschulen in Celle, Ludwigslust und Tempelhof sowie an der Luftkriegsschule in Berlin-Gatow. Nach Beendigung dieser Ausbildung wurde Heise als Technischer Offizier in die 1. Staffel des Kampfgeschwaders 155 versetzt, einem der Vorgängergeschwader des Kampfgeschwaders 55. 1938 wurde er als Gruppentechnischer Offizier zur I. Gruppe in das Kampfgeschwader 76 versetzt.

### Zweiter Weltkrieg
Mit diesem Geschwader nahm Heise, der am 1. Februar 1939 zum Oberleutnant befördert worden war, am Überfall auf Polen und Westfeldzug teil. Anschließend flog er im Rahmen der Luftschlacht um England zahlreiche Angriffe auf Südengland. Im Juni 1940 wurde Heise Staffelkapitän, und als solcher nahm er nach dem Beginn des Ostfeldzuges an der Ostfront an einer Vielzahl von Feindflügen im Bereich der Heeresgruppe Mitte teil, später auch im Bereich der Heeresgruppe Süd. Zuletzt flog er im Kampfgeschwader 76 von November 1942 bis Mai 1943 als Kommandeur der IV. Gruppe. Am 1. Februar 1943 wurde er zum Major befördert, und am 9. Mai 1943 wurde Heise zum Kommodore des Kampfgeschwaders 51 ernannt, das er bis Januar 1944 an der Ostfront befehligte.
Von Februar bis April 1944 war er Kommodore des Kampfgeschwaders 2, das von norddeutschen, niederländischen, belgischen und nordfranzösischen Flugplätzen Angriffe gegen Südengland (Unternehmen Steinbock) und den Schiffsverkehr im Ärmelkanal flog. Nach Beförderung am 1. Mai 1944 zum Oberstleutnant und kurzzeitiger Verwendung als Inspizient beim General der Kampfflieger von Juni bis August 1944 wurde Heise im September 1944 zum Kommodore des Kampfgeschwaders 40 ernannt, das er bis Dezember 1944 an der Westfront führte. Im Februar 1945 übernahm Heise als Kommodore das Kampfgeschwader 30. Als gegen Kriegsende aufgrund des akuten Treibstoffmangels keine größeren Luftangriffe mehr erfolgen konnten, befehligte Heise ein Luftwaffen-Bataillon im Erdkampf. Am 8. Mai 1945 kam er in alliierte Kriegsgefangenschaft, aus der er im Juli 1947 entlassen wurde.

### Nachkriegsjahre und Bundeswehrlaufbahn
Nach seiner Entlassung aus der Kriegsgefangenschaft arbeitete Heise bis Dezember 1948 zunächst als technischer Kaufmann sowie 1949 als Generalvertreter und von Dezember 1949 bis Februar 1954 als Reisevertreter. Von März 1954 bis Ende Januar 1956 war er stellvertretender Abteilungsleiter bei der Firma Osram in München.
Am 1. Februar 1956 trat Heise mit dem Dienstgrad Oberstleutnant in die  Luftwaffe der Bundeswehr ein. Nach Absolvierung eines Lehrgangs für Prüfoffiziere diente er vom 16. Februar bis 3. August 1956 als Prüfoffizier. Vom 4. August 1956 bis Ende Oktober 1956 war er Kommandeur der Flugzeugführerschule in Memmingen; in dieser Dienststellung wurde er am 1. September 1957 zum Oberst befördert. Von November 1956 bis Ende Juli 1962 war Heise deutscher Vertreter bei der AIRBOARD/MAS in London. Von August 1962 bis September 1968 war Heise Inspizient Flugsicherheit im Luftwaffenamt Köln-Wahn, wo er am 1. November 1967 zum Brigadegeneral befördert wurde. Im Oktober 1968 erfolgte seine Delegierung nach Fort Bliss (USA), wo er bis Ende September 1971 als Kommandeur des Deutschen Luftausbildungskommandos diente. Am 30. September 1971 ging Heise in den Ruhestand.
Heise starb 1992 im Alter von 79 Jahren. Er war verheiratet. Die Familiengrabstätte befindet sich auf dem Kölner Melaten-Friedhof.

## Auszeichnungen
- Eisernes Kreuz (1939) II. und I. Klasse
- Deutsches Kreuz in Gold am 13. Januar 1942
- Ritterkreuz des Eisernen Kreuzes am 3. September 1942
- Verdienstorden der Bundesrepublik Deutschland I. Klasse am 16. Mai 1969
- Legion of Merit 1971